# 時尚和紡織品博物館
時尚和紡織品博物館（Fashion and Textile Museum）是一所在英國南倫敦的流行博物館。

## 历史
簡稱為FTM。位於伯蒙德賽，由時裝大師贊德拉·羅得斯Zandra Rhodes女士所創辦，建築設計則由墨西哥知名建築師里卡多·李格瑞塔Ricardo Legorreta負責。是倫敦第一所以服裝時尚和紡織品創新作品為主題的博物館，成功的結合了紡織業的發明與服裝設計教學活動。

## 外部連結
- 時尚和紡織品博物館官方網站 （页面存档备份，存于） - 英文